# 池絵梨菜
池 絵梨菜（いけ えりな、1996年5月2日 - ）は、日本の女子柔道選手。高知県出身。階級は70kg級。身長166cm。血液型はO型。段位は弐段。組み手は左組み。得意技は内股、背負投。特徴は愛嬌があると言われるアヒル口。

## 経歴
柔道は5歳の時に兄と一緒に佐川少年柔道クラブで始めた。小学校6年生の時には全国小学生学年別柔道大会45kg超級に出場するが、決勝トーナメント1回戦で敗れた。当時、県大会の決勝などでよく顔を合わせてライバルとして競ってきた米澤夏帆が柔道を続けるか悩んでいることを知ると、「今度は仲間としてやろう」と誘い、同じ香長中学に進むことになった。中学2年の時には全国中学校柔道大会63kg級に出場すると、準決勝で丘中学3年の津金恵に有効で敗れるが3位となった。団体戦でも3位だった。マルちゃん杯団体戦では優勝を飾った。3年の時には全日本カデで優勝した。16歳以下の世界一を決める世界カデでも、52kg級の米澤とともにアベック優勝を果たした。その2週間後の全国中学校柔道大会では、個人戦決勝で東松山南中学2年の嶺井美穂を3－0の判定で破って優勝すると、団体戦でも優勝を飾って2冠を達成した。
米澤とともに東大阪大敬愛高校に進むと、1年の時には全日本カデの決勝で嶺井に大内刈で敗れて2位にとどまった。全国高校選手権では決勝で松商学園高校の津金をGSに入ってから有効で破って優勝を遂げた。2年の時には全日本カデ決勝で大成高校1年の鍋倉那美に内股で敗れて2位だった。金鷲旗では3位となった。インターハイでは3回戦で津金に足車で敗れた。その後階級を70kg級に上げると、全国高校選手権の個人戦では2階級制覇を達成した。3年になると、8月のインターハイ団体戦では香長中学時代に全国中学校柔道大会の団体戦を制したメンバー(米澤と斉藤芽生)とともに再び優勝を勝ち取ると、個人戦でも優勝して2冠を成し遂げた。なお、全日本監督の南條充寿は池を、「体の力が強いし、オールマイティーに何でもできる。すぐ（代表候補に）上がってくる」と評している。9月の全日本ジュニアでは決勝で修徳高校2年の杉山歌嶺に有効で敗れて2位にとどまった。10月の世界ジュニアでは3回戦でフランスのマリー＝エヴ・ガイエに敗れた。団体戦では準決勝以降63kg級の嶺井に出場の機会を譲る格好となったが、準々決勝まで全て勝利を収めてチームの優勝に貢献した。
国士舘大学に入学すると、1年の時には選抜体重別の初戦で前年の世界選手権で2位となった了徳寺学園職員のヌンイラ華蓮を小外掛で破るなどして3位になった。全日本ジュニアでは3位だった。学生体重別では1年生にして優勝を飾った。11月の講道館杯では決勝でコマツの大野陽子に横四方固で敗れて2位だった。12月のグランドスラム・東京では準決勝で新井千鶴に横四方固で敗れるなどして5位にとどまった。
2年の時には7月のグランプリ・ウランバートル決勝で地元モンゴルのツェンドアユシュ・ナランジャルガルと対戦すると、谷落で有効と背負投で技ありを取って快勝してIJFワールド柔道ツアー初優勝を飾った。9月の全日本ジュニアでは決勝でそれまで12連勝していた山梨学院大学2年の新添左季に大外返で敗れて2位にとどまった。11月の講道館杯では初戦で敗れた。続くグランプリ・青島では決勝で韓国の黄藝瑟を抑込技の合技で破って、今年2度目のグランプリ大会優勝を飾った。3年の時には体重別の初戦で新井に技ありで敗れた。4年の時には優勝大会準決勝の龍谷大学戦で、かつてのチームメイトである63kg級の米澤夏帆と引き分けるも、チームは敗れて3位だった。学生体重別では2回戦で敗れた。
2019年4月からはミキハウスの所属となった。2021年12月の全日本選手権では2回戦でJR東日本の田中志歩に有効で敗れた。2022年の実業個人選手権では優勝した。その後、国士舘大学柔道クラブに所属が変わった。2023年の体重別では決勝で三井住友海上の桑形萌花に反則負けして2位だった。実業個人選手権では2連覇した。講道館杯では3位だった。2024年3月のグランプリ・リンツでは初戦でスロベニアのカヤ・シュスターに敗れた。4月の体重別は初戦でJR東日本の田中志歩に大外刈で敗れた。

## 戦績
63kg級での戦績
- 2010年 - 全国中学校柔道大会　3位
- 2010年 - マルちゃん杯　優勝
- 2011年 - 全日本カデ　優勝
- 2011年 - ドイツカデ国際　優勝
- 2011年 - 世界カデ　優勝
- 2011年 - 全国中学校柔道大会　個人戦　優勝　団体戦　優勝
- 2012年 - 全日本カデ 2位
- 2012年 - インターハイ 5位
- 2013年 - 全国高校選手権　個人戦　優勝　団体戦　5位
- 2013年 - 全日本カデ 2位
- 2013年 - 金鷲旗　3位

70kg級での戦績
- 2014年 - 全国高校選手権　個人戦　優勝　団体戦　5位
- 2014年 - ロシアジュニア国際 2位
- 2014年 - 金鷲旗　5位
- 2014年 - インターハイ　個人戦　優勝　団体戦　優勝
- 2014年 - 全日本ジュニア　2位
- 2014年 - 世界ジュニア　団体戦　優勝
- 2014年 - 講道館杯　5位
- 2014年 - エクサンプロヴァンスジュニア国際　優勝
- 2015年 - ヨーロッパオープン・ソフィア　7位
- 2015年 - 選抜体重別　3位
- 2015年 - 優勝大会 5位
- 2015年 - グランプリ・ウランバートル　7位
- 2015年 - 全日本ジュニア　3位
- 2015年 - 学生体重別　優勝
- 2015年 - 体重別団体　3位
- 2015年 - 講道館杯　2位
- 2015年 - グランドスラム・東京 5位
- 2016年 - グランプリ・ウランバートル　優勝
- 2016年 - 全日本ジュニア　2位
- 2016年 - グランプリ・青島　優勝
- 2017年 - 学生体重別　5位
- 2018年 - 優勝大会　3位
- 2022年 - 実業個人選手権　優勝
- 2022年 -　講道館杯　5位
- 2023年 - 体重別　2位
- 2023年 -　実業個人選手権 優勝
- 2023年 -　講道館杯　3位
- 2024年 - 講道館杯　5位

(出典、JudoInside.com)